# Parenica

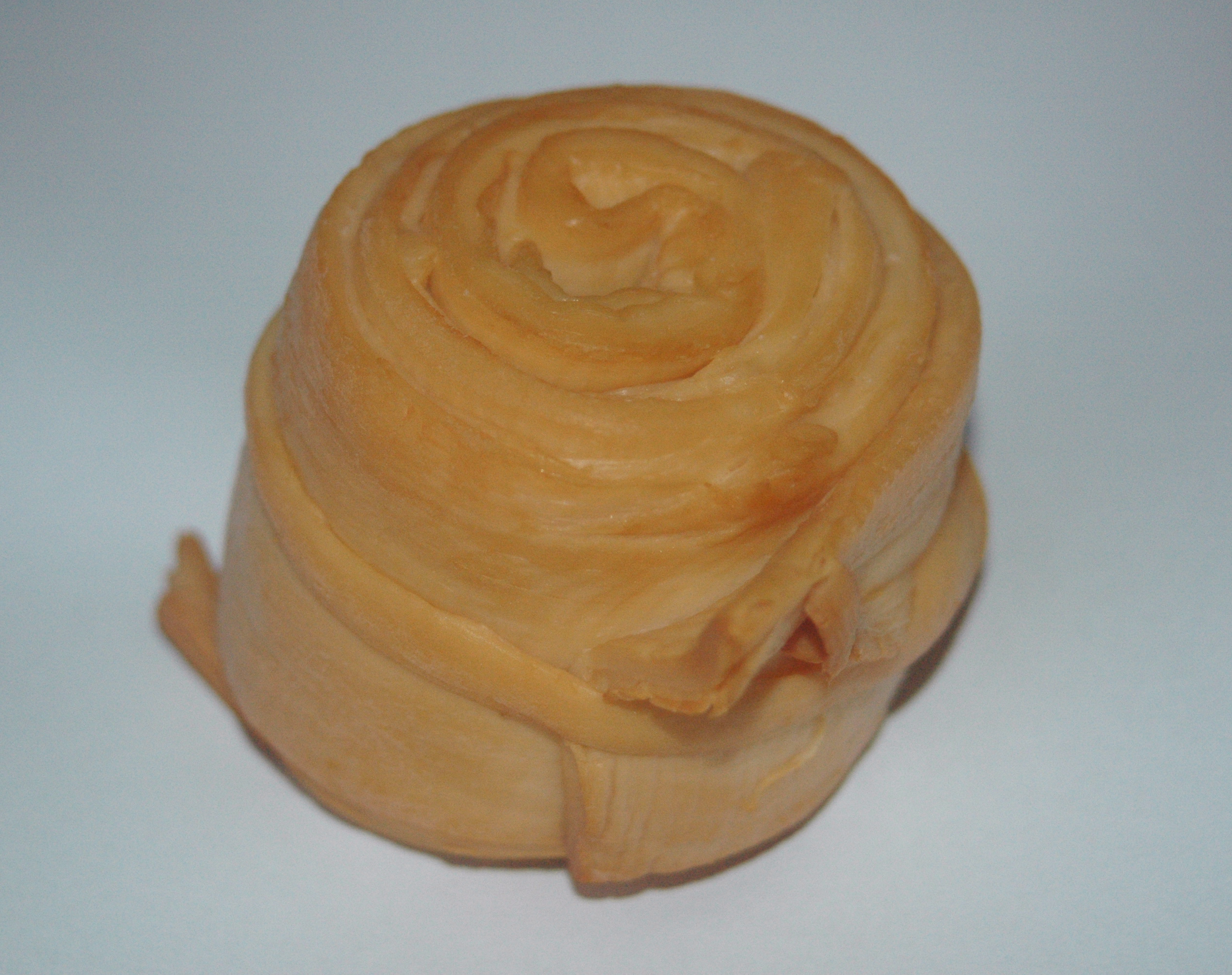
Handgemachter Parenica

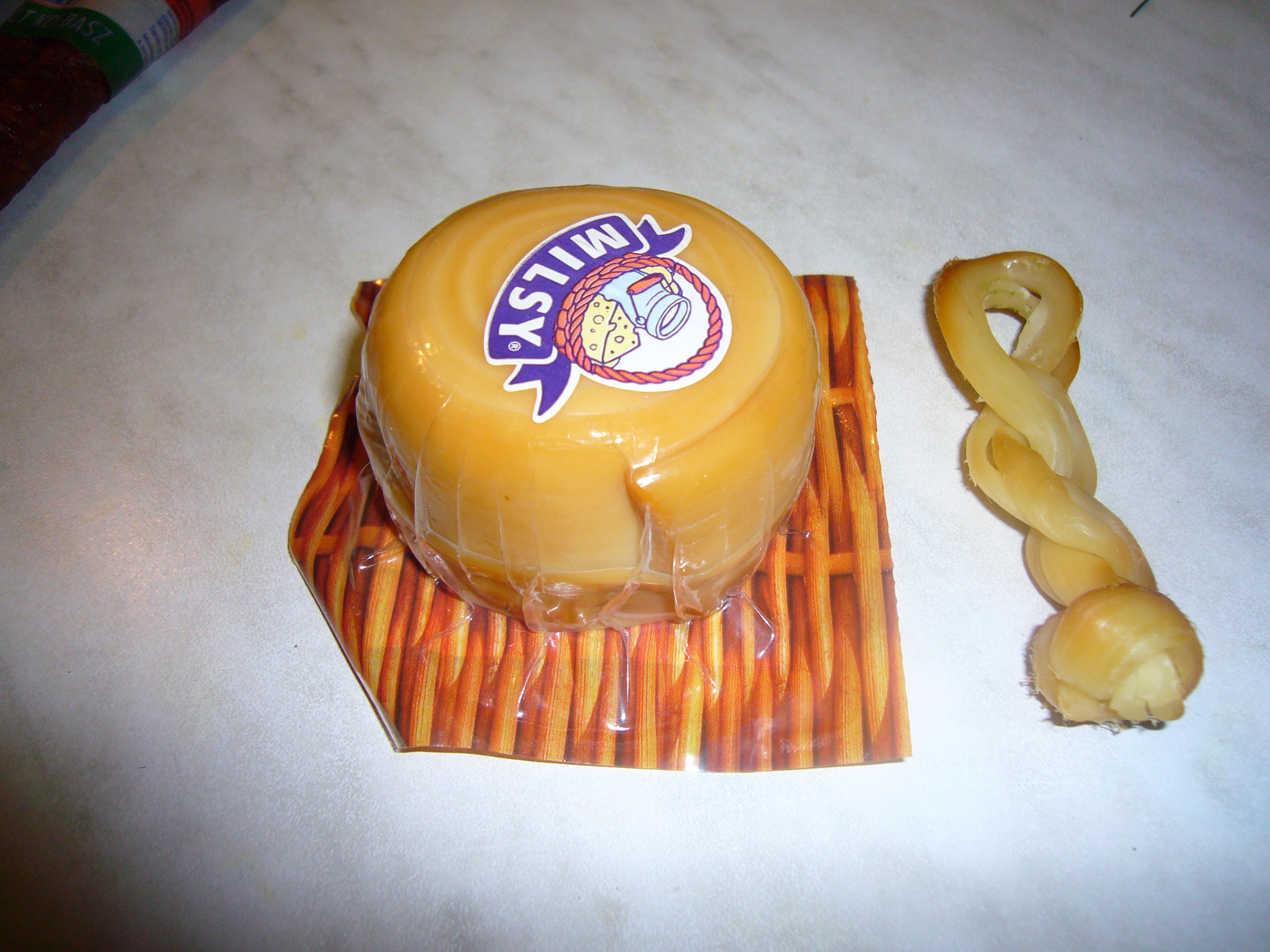
Industriell gefertigter Parenica

Parenica [ˈparɛɲiʦa] ist ein slowakischer Brühkäse. Als Slovenská parenica ist er seit 2007 mit dem EU-Gemeinschaftszeichen „Geschützte geografische Angabe“ (g.g.A./CZO) ausgezeichnet.
Parenica wird aus Schafsmilch oder einer Mischung aus Kuh- und Schafmilch hergestellt, wobei frisch gemolkene, rohe Schafsmilch von Weideschafen oder eine Mischung von frischer, unverarbeiteter, roher Schafs- und Kuhmilch verwendet wird. Der Schafsmilchanteil muss mindestens 50 Prozent betragen.
Der Käse ist halbfest, nicht reifend und wird gedämpft. Meist wird der Käse geräuchert; bei eigener Herstellung finden sich aber auch ungeräucherte Sorten. Der spezielle Charakter des Parenica entsteht vor allem durch das Herstellungsverfahren.
Der Fettgehalt beträgt mindestens 50 Prozent in der Trockenmasse. Durch das Dämpfen bei 60 bis 70 °C findet eine teilweise Pasteurisierung statt.

## Name und Herkunft
Parenica stammt aus der Gegend von Zvolen und Brezno.
Der Name Parenica (ausgesprochen: parenietza) bedeutet im Slowakischen „die Gebrühte“.
In Ungarn ist der Käse als „Parenyica“ bekannt.

## Geschichte
Seine Herstellung geht in das 18. Jahrhundert zurück, als der Käse in den Küchen der Schafhalter für den Eigenbedarf hergestellt wurde. Mit der Zeit breitete sich seine Herstellung nahezu über das gesamte Gebiet der Slowakei aus. Im 19. Jahrhundert kam der Käse nicht nur im Gebiet der heutigen Slowakei, sondern auch in Wien und anderen ausländischen Städten auf den Markt. Seit den 1950er Jahren wird der Käse nur noch im Berggebiet der Slowakei in Lagen ab 200 Metern hergestellt.
Erste schriftliche Aufzeichnungen stammen aus dem 19. Jahrhundert. Der Milchkundler Otakar Laxa beschrieb in seinem Buch Syrařství, I. vydanie, rok 1908 (Käseherstellung, I. Auflage, 1908) Herkunft, Herstellung und sein ungewöhnliches Aussehen.
In dem österreichischen Nahrungsmittelbuch Codex Alimentarius Austriacus aus dem Jahr 1917 heißt es im Kapitel Käse auf Seite 180, Parenica sei ein gedämpfter, gezogener Käse, der aus heißem Wasser zu Streifen und Fäden gezogen und danach aufgewickelt und geräuchert werde. Der Ursprung liege in Oberungarn, also in der Slowakei, und der slowakische Name laute Parenica.

## Herstellung
Die frisch gemolkene Schafsmilch beziehungsweise die Mischung aus Schafs- und Kuhmilch wird auf 29 bis 32 °C erhitzt, bis sie sauer wird. Es wird Labferment zugegeben, das die Milch gerinnen lässt. Die Dickete wird gerührt und schließlich in Stücke geschnitten. Wenn sich der Bruch gesetzt hat, werden aus dieser Masse Klumpen geformt. Nach dem Abtropfen und Festwerden werden die Käseklumpen auf Unterlagen aus Holz oder rostfreiem Material gelegt, wo bei einer Temperatur von 20 bis 23 °C die Säuerung stattfindet, die etwa 24 Stunden dauert. Anschließend werden die Käseklumpen in einen Holzkübel gelegt und an der Innenseite des Kübels mit einer kleinen Holzschaufel verstrichen, bis eine feine Käsemasse entsteht.
Die so hergestellte Käsemasse wird wiederholt auseinandergezogen und gefaltet und aus der Masse schließlich ein Streifen herausgezogen, der mit der Handkante auf einem Holzbrett auf 4 bis 6 Meter Länge, ca. 6 cm Breite und 2 bis 3 mm Dicke ausgebreitet wird. Anschließend wird dieser Käsestreifen in eine vorbereitete kalte, gesättigte Salzlake gelegt. Gleichzeitig wird eine dünne Käseschnur hergestellt, mit der später die aufgewickelten Käse umwickelt und festgebunden werden.
Nach kurzem Durchziehen in der Salzlake wird das Käseband herausgenommen und aufgerollt, typischerweise von beiden Seiten her in jeweils unterschiedlicher Richtung, so dass ein „S“ entsteht. Schließlich wird der Käse mit den Käsefäden oder einem Kettchen verschnürt und getrocknet. Nach dem Trocknen ist er verzehrfertig oder wird in eine Räucherkammer gegeben, wo er zwei Stunden über Laubholz geräuchert wird.

## Eigenschaften
Parenica ist von feiner Konsistenz und schmeckt leicht salzig nach mildem Schafsmilchkäse; beim Auseinanderziehen bilden sich Fäden. Der Käse weist einen charakteristischen Geruch nach Schafsmilch und – sofern geräuchert – nach Rauch auf. Nach dem Räuchern ist seine Oberfläche gelb bis braun, das Innere weiß bis buttergelb.
In seiner ungeräucherten Version ist der Käse sofort verzehrbereit. Er ist cremefarben, weich, fast ungesalzen und quietscht typischerweise an den Zähnen. Die Konsistenz ist elastisch und faserig.
Geräuchert wird in der Kalträucherung mit Hartholzrauch. Geräucherter Käse weist eine gelbliche Farbe auf.
Typisch ist die spezielle Wickelart, bei der aus zwei verbundenen und entgegengesetzt aufgewickelten Käsebändern eine S-Form entsteht.
Industriell hergestellter und in der EU vertriebener Parenica-Käse weist eine Trockenmasse von mindestens 53 Prozent und mindestens 50 Prozent Fett in der Trockenmasse auf, Kochsalz höchstens 3 Prozent. Er enthält natürliche Mikroorganismen der Milch von den Stämmen Lactobacillus, Enterococcus, Lactococcus und Streptococcus und darf keine pathogenen Mikroorganismen wie Listeria monocytogenes oder Salmonellen enthalten.

## Produktspezifikation der Europäischen Union
Im Amtsblatt der Europäischen Union vom 24. Oktober 2007 werden die Hauptbestandteile der Produktspezifikation des „Slovenská parenica“ wie folgt beschrieben:

„‚Slovenská parenica‘ ist ein gedämpfter, leicht geräucherter Käse, der aus zwei in Form eines ‚S‘ miteinander verbundenen Rollen aus Käsestreifen mit einem Durchmesser von 6 bis 8 cm und eine Höhe von 5 bis 8 cm besteht. Die Rollen werden durch einen Käsefaden oder ein Kettchen zusammengehalten. Der Käsestreifen hat vor dem Aufrollen eine Dicke von 2 bis 3 mm, eine Breite von 5 bis 8 cm und eine Länge von 4 bis 6 m. 
‚Slovenská parenica‘ hat einen feinen Geschmack und Geruch nach Schafsmilch und Rauch. Sein charakteristisches Merkmal ist die ausgeprägt faserige Struktur des Kaseins.
Als Rohstoff wird frisch gemolkene, rohe Schafsmilch von Weideschafen der Rassen Valaška, Zošlachtená valaška, Cigája oder Východofrízska oder eine Mischung von frischer, unverarbeiteter roher Schafsmilch und frischer, roher, unverarbeiteter Kuhmilch verwendet, wobei der Schafsmilchanteil mindestens 50 % beträgt.
Auf dem Markt werden Einzelpackungen mit 450 bis 500 g Inhalt angeboten. Verpackt wird der Käse in transparenter Lebensmittelfolie oder Cellophan zwischen zwei Ovalen aus dickerem Holzfurnier.“